# Peter Mattei
Peter Mattei, född 3 juni 1965 i Piteå, är en svensk operasångare (baryton).
Mattei, som är uppvuxen i Luleå, studerade vid Kungliga Musikhögskolan i Stockholm och Operahögskolan i Stockholm och var under de första åren av 1990-talet engagerad vid flera olika svenska scener. Han debuterade som Nardo i La finta giardiniera på Drottningholms slottsteater 1990. Sitt internationella genombrott fick han 1994 som Don Giovanni i Mozarts opera med samma namn vid Scottish Opera i Glasgow. Därefter har han uppträtt i åtskilliga av de stora barytonpartierna på många av världens viktigaste scener och gjort ett flertal skivinspelningar. Sin debut på Metropolitan Opera i New York gjorde han 2002. På Metropolitan är han sedan dess en återkommande sångare som deltagit i många av de föreställningar som direktsänds via biografer i hela världen.
På operascenen kan Mattei förena en kraftfull och klangfull barytonröst med en mycket stark scenisk närvaro.

## Priser och utmärkelser
- 1990 – Martin Öhmans stipendium
- 2000/01 – Operapriset av Tidskriften Opera.[1]
- 2001 – Svenska Dagbladets operapris
- 2004 – Hovsångare[2]
- 2007 – Kungliga Musikaliska Akademiens Interpretpris[3]
- 2007 – Lunds Studentsångförenings solistpris[4]
- 2010 – Ledamot av Kungliga Musikaliska Akademien[5]
- 2011 – Litteris et Artibus[6]
- 2014 – Hedersdoktor vid Luleå tekniska universitet.[7]
- 2015 – Jussi Björlingstipendiet[8]
- 2019 – Spelmannen[9]

## Diskografi (urval)
- Peter Mattei. Great Baryton Arias. Dirigent Lawrence Renes. BISSACD 1749. Svensk mediedatabas.
- A Kaleidoscope. Peter Mattei, Love Derwinger & Roland Pöntinen, Kroumata Percussion Ensemble, Malmö Symphony Orchestra, Carl Orff (Composer), et al. BIS 1954. Svensk mediedatabas.
- Stenhammar, Songs. Peter Mattei, Bengt-Åke Lundin, piano. BIS 654. Svensk mediedatabas.
- Sibelius, Kullervo. Dirigent Paavo Järvi. Virgin Classics 5452922. Svensk mediedatabas.
- Berlioz, Les Troyens. Dirigent Colin Davis. LSO. LSO 0010 (4 CD). Svensk mediedatabas.
- Grieg, Peer Gynt. Dirigent Paavo Järvi. Virgin Classics 7243 5 45722 2 7. Svensk mediedatabas.
- Orff, Carmina Burana Lena Nordin, Hans Dornbusch, Peter Mattei. BIS CD-734.
- Mozart, titelrollen i Mozarts Don Giovanni. Dirigent Daniel Harding. 2000. Virgin 7243 5 45425 2 7 [5454252]. Återutgiven i samarbete med EMI 50999 9 55536 2 7. Svensk mediedatabas.
- Jul med Peter Mattei (Christmas Music). Ladybird 79556818. (2010). Svensk mediedatabas.
- Beethoven, Don Fernando i Fidelio. Med Nina Stemme, Jonas Kaufmann. Mahler Chamber Orchestra. Dirigent Claudio Abbado. Decca 478 2551. Svensk mediedatabas.

## Filmografi
- 1993 – Backanterna (regi av Ingmar Bergman)
- 2002 – Don Giovanni (regi av Peter Brook) Bel Air Classics.
- 2006 – Le nozze di Figaro (regi av Christoph Marthaler)
- 2007 – Eugene Onegin (regi av Andrea Breth, Thomas Lang)